# Gaurax breviseta
Gaurax breviseta är en tvåvingeart som beskrevs av Becker 1911. Gaurax breviseta ingår i släktet Gaurax och familjen fritflugor. Inga underarter finns listade i Catalogue of Life.